# Jean-Joseph Girard
Jean-Joseph Girard SOCist (* 2. Mai 1766 in Freiburg; † 22. April 1831 im Kloster Hauterive) war ein Schweizer römisch-katholischer Geistlicher und Abt.

## Leben
Jean-Joseph Girard war der Sohn von Jost-Pierre-Ignace Girard und dessen Ehefrau Marie-Catherine (geb. Violland). Sein Cousin war der Pädagoge Jean Baptiste Girard.
Er trat in den Zisterzienserorden ein, legte am 17. Oktober 1784 das Ordensgelübde ab und wurde am 29. Mai 1790 zum Priester geweiht.
Nachdem er als Beichtiger in der Abtei Magerau der Zisterzienserinnen tätig gewesen war, erfolgte am 19. Juni 1812 seine Wahl zum Nachfolger des Abt Robert Gendre. Die Freiburger Regierung bestätigte die Wahl am darauffolgenden Tag und die Bestätigung des Papstes Pius VII. erfolgte am 24. Juni 1812.
Von 1818 bis 1821 sowie von 1827 bis 1830 war er Generalabt der Schweizer Zisterzienserkongregation.
1825 errichtete er im Chor der Kirche ein geeignetes Denkmal zur Erinnerung an Wilhelm von Glane, den Gründer von Hauterive.
Nach seinem plötzlichen Tod wurde Aloys Dosson zu seinem Nachfolger gewählt.